# Dawud Khan Gudjarati
Dawud Khan fou sultà de Gujarat. Era el fill d'Ahmad Shah I Gudjarati Shihab al-Din.
El maig de 1458 el sultà Ahmad Xah II Kutb al-Din Gudjarati va morir, probablement enverinat per la seva esposa, que va donar el poder al seu pare Xams Khan de Nagawr com a regent. Els nobles van proclamar sultà all fill petit d'Ahmad I, però es van penedir i fou deposat al cap de set dies i Fath Khan, de 13 anys, fou entronitzat com a Mahmud Xah Begra Sayf al-Din (Mahmud Xah Baykara). La seva sort final és desconeguda.

## Referència
M.S. Comissariat, History of Gujarat, Londres 1928, reedició Bombai 1957